# زمردماهی خط‌دار
زمردماهی خط‌دار (نام علمی: Pseudocheilinus evanidus) نام یک گونه از خانواده زمردماهیان است.